# Subsaximicrobium saxinquilinus
Subsaximicrobium saxinquilinus là một loại vi khuẩn thuộc chi Subsaximicrobium.